# 偶然
偶然（ぐうぜん、英語: contingency）とは、必然性の欠如を意味し、事前には予期しえないあるいは起こらないこともありえた出来事のことである。
副詞的用法では「たまたま」と同義。ある程度確実である見込みは蓋然と呼ぶ。対語は必然。また、偶然ないし偶然性は可能性の下位語に該当する。

## 概要
偶然という言葉は、事前に意図しない結果が生じた場合において、「思いもよらなかった（思いがけず、図らず）」という意味や、「～するつもりは無かったのに」という意味でも用いられる。また、偶然は、必然性の欠如によって定義されることから、必然性の解釈次第で、多様な意味をもつ。
偶然は限定的な条件での用法と、絶対的な条件での用法がある。考えていた、あるいは知りえたなどの当面問題になっている諸条件の範囲内で、そうした諸条件によって起きることが予め決まってはいなかった、起こらないこともありえたという意味の場合は前者であり、そもそも事柄の本質として起こらないこともありえた、というのが絶対的な用法である。後者の意味の偶然がありうるかどうかが、あらゆる事象が必然的に生起しているはず だとする決定論との関わりで問題となる。この点、偶然であるように見えても、少なくとも全知者に対しては偶然ではない場合も考えうる。

## 勝負における偶然
ボクサーが2人居て、一方がチャンピオンで、もう一方は挑戦者だとする。この両者がボクシングで勝負することを考える。この場合における偶然とは、両者のどちらか一方、もしくは双方が、どっちが勝つのか分かず自分が勝とうとしている状態を指す。
両者の能力差を分析し、明らかなチャンピオン優勢との評価から、チャンピオン自身が自己の勝利を戦う前に確実視しているとする。本当にチャンピオンの勝利が確実なのならば、実際に拳を交えてボクシングで戦うことは無駄だということになる。ならば、チャンピオンは挑戦者に向けて自身の不戦勝とすべきことを提案する。それに挑戦者が了承し棄権すれば、ボクシングの試合は行われず、チャンピオンの不戦勝、挑戦者の不戦敗となる。しかし、それを挑戦者が不服とし、挑戦者が自身の挑戦権を主張すれば、ボクシングの試合が行われる。そして、その勝敗の結果は、両者の能力差にかかわらず偶然となる。
このボクシングの試合で、両者が対戦料を支払い、勝った方が多くのファイトマネーを取るとする取り決めした場合、これは賭博となる。あるいは、このボクシングの勝者を予想し、その投票券を有料で販売し、当てた方に金銭を払い戻すとする取り決めをした場合も、これは賭博となる。

## 偶然性と決定論
偶然は、言葉として用いられるだけでなく、哲学や科学の分野において研究され、「偶然はそもそも存在せず全てが必然である」という立場を唱える学説（決定論）もある。
決定論によって仮定される全てを見通すような存在であるラプラスの悪魔のような存在は、標準的な量子力学の解釈では否定される。量子力学は原理的に確率的な予測しかできないが、決定論的な解釈も提示された。例えば、自然界には隠れた変数があり、それを知ることができないため確率的な結果が現れるとする解釈がある。しかし隠れた変数を検証するために定式化されたベルの不等式の検証実験により、局所的な隠れた変数理論は否定された。したがって現在の物理学では、隠れた変数による決定論の立場を採る学者はほとんどいない。他にも多世界解釈は決定論として知られ、初期状態が与えられれば分岐する各世界の状態は一意に決定される。ただし各世界の観測者はどの世界にいるのか知らないため、確率的な結果が現れる。

## 偶然性と確率
偶然は、ヤコブ・ベルヌーイ（『The Art of Conjecturing』）、ド・モアブル（『The Doctrine of Chances』）、トーマス・ベイズ（『An Essay Toward Solving a Problem in Doctrine of Chances』）ら数学者により研究され確率論が生み出された。
経済学では、ナイトが、不確実性を計測可能なリスクと区別した。計算可能な確率をもたない不確実性にあっては、後者と異なり、事前の予測はできないことになる。

## 偶然性と意味
偶然性は、実存主義などでは、人間存在の不条理さを示すものとして理解されている。この不条理さ・無意味さは、同時に、必然的な本質の欠如を意味するものである。そのため、「人間は自由の刑に処せられている」というサルトルの言葉にあるとおり、偶然性は、自由の概念と結びつけられることになる。これに対して、ヘーゲルなどの理性主義では、理念の現われとして理解される現実の必然性・有意味性が強調されている。そのため、偶然性は、あくまで一時的で無意味な現象の側に帰せられている。
また、シンクロニシティの概念で、カール・グスタフ・ユングが、単なる偶然の一致とは区別される、有意味な偶然の存在を主張した。これは、同時的な相関関係を、彼のいうところの集合的無意識に由来する元型の現われとして解釈すべきケースの存在することを主張したものである。ただし、その非因果性をめぐっては、その非科学性が問題とされることも多い。

## 偶然についての学説
- 九鬼周造は偶然のもつ3つの性質を挙げている[2]。

#何かあることもないこともできるようなものが偶然である
1. 何かと何かとが遇うことが偶然である
2. 何か稀にしか無いことが偶然である
—九鬼周造、『九鬼周造随筆集』70頁以下
- 中立進化説（木村資生の学説）